# 高光度藍變星

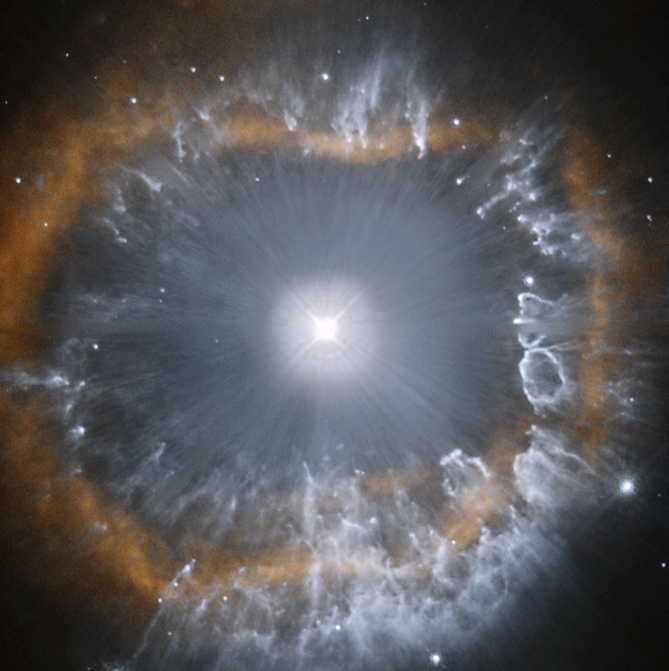
哈伯太空望遠鏡拍攝的亮藍變星AG Carinae。

亮藍變星（LBVs）是大質量恆星的演化過程中，在光譜和光度上都顯示不可預測，有時甚至是劇烈變化的狀態。它們依據大麥哲倫星系最亮的恆星之一，劍魚座S命名，也被稱為劍魚座S型變星。這種變星非常罕見，在變星總表中標示為SDor列出的大約只有20顆，而且其中有一些已經不再被認為是亮藍變星。

## 發現和歷史

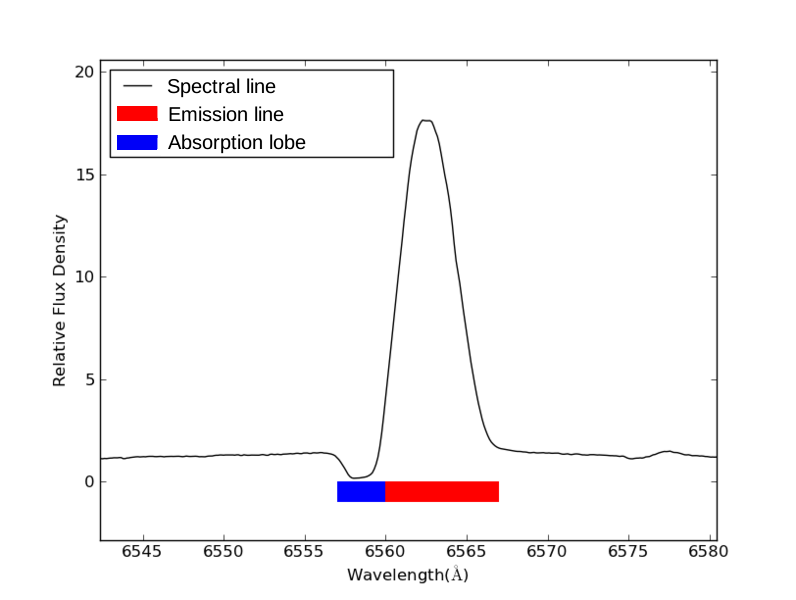
天鵝P譜線輪廓的譜線。

屬於亮藍變星的天津增九和海山二，自17世紀以來一直被稱為不可思議的變星，而它們的真實性質直到最近才被完全理解。
在1922年，約翰·查理斯·鄧肯公布在系外星系三角座星系（M33）中探測到三顆變星，即變星1、2和3。之後，愛德溫·哈伯在1926年又對它們進行的多次的探測：標示為M33的A、B和C。然後，1929年加入了在M31中檢測到的變星清單。其中，M33的變星A、B、C和2，以及M31的變星19，在1953年又被哈伯和艾倫·桑德奇進行了詳細的研究。M33的變星1因為太暗但被排除，變星3被歸類為造父變星。盡管它們是那些星系中最明亮而引人注目的恆星，當時也都只被描述為不規則變星。哈伯和桑德奇原始論文中有一個註腳，提到劍魚座S可能是同類型的恆星，但仍強烈的保留。因此，之間的聯繫得等到數十年後才能得到確認。
後來的論文將這五顆變星稱為哈伯-桑德奇變星。在20世紀70年代，M33的變星83和在M31的仙女座AE、仙女座AF（變星19）、變星15、和變星A-1都被加入這份清單中。雖然當時還沒有正式的名稱，但有些作者已經稱它們為亮藍變星。它們的光譜與海山二比較，有天鵝P譜線輪廓的譜線。在1978年，蘿勃塔·亨弗裡斯發表了一份關於 M31 和 M33（不包括變星A）中八顆變星的研究報告，將它們稱為亮藍變星，並與劍魚座S連結為同一類的變星。在1984年，彼得·孔蒂（Peter Conti）在國際天文學聯合會的研討會演講中將劍魚座S、哈伯-桑德奇變星、海山二、天津增九和其它類似的變星以亮藍變星將它們整合在一起，縮寫即為LBV。他也明確地將沃夫-瑞葉星和其它的高光度藍色星區分出來。
變星通常是以第一顆被發現的成員星來命名，例如盾牌座δ型變星是以盾牌座δ命名。第一顆被確認的亮藍變星是天鵝座P（天津増九），這一類星的變星應該被稱為天鵝座P型變星。但是變星總表認為這會與發生在其他類型的天鵝P譜線輪廓混淆，所以選擇了劍魚座S（S Doradus）這顆星的首字碼縮寫SDOR做為這一類型變星的標示。在1974年，SDOR這個術語被用來描述天津增九（天鵝座P）、劍魚座S、海山二、和哈伯-桑德奇這一組變星。

## 物理性質

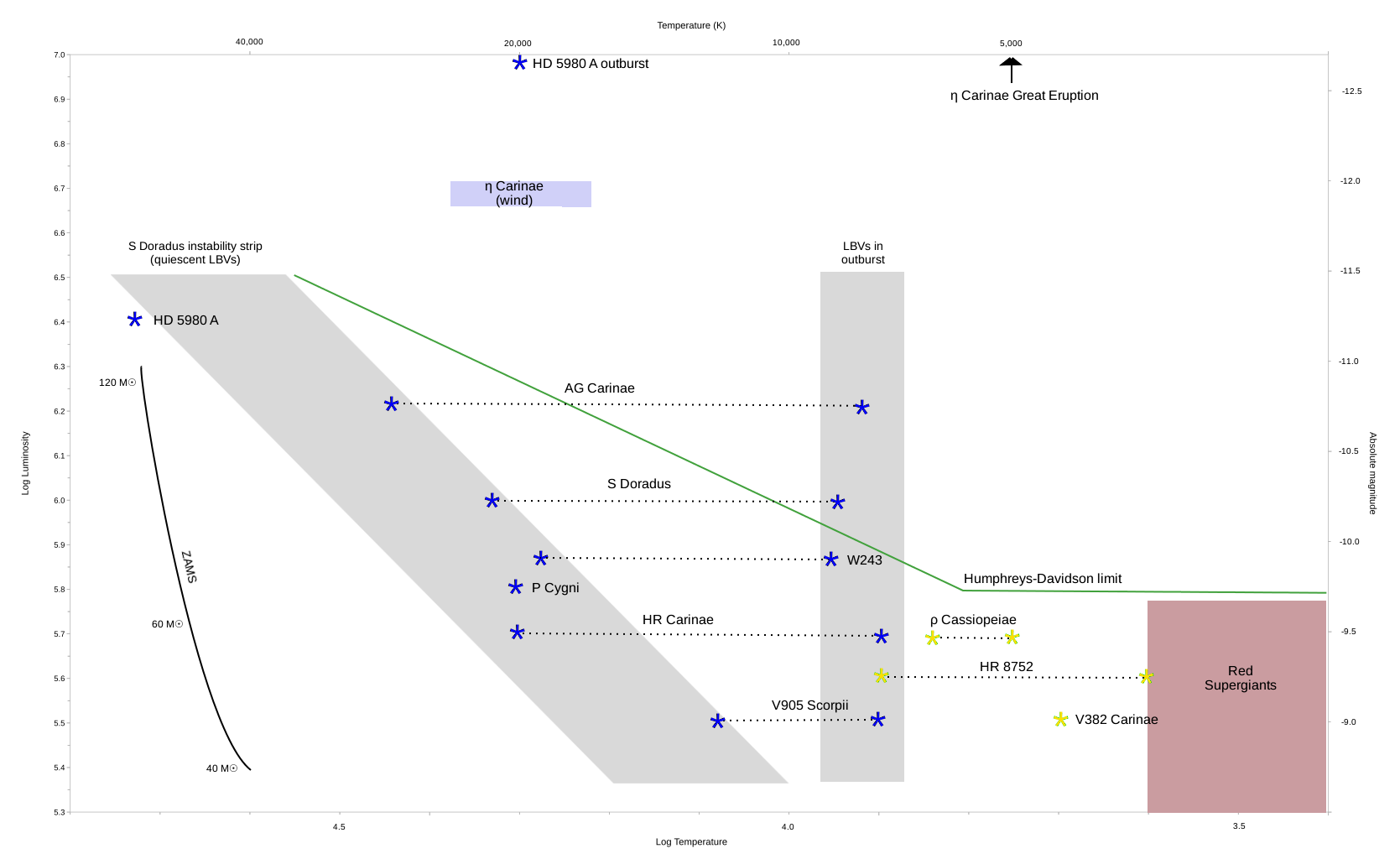
顯示劍魚座S不穩定帶和亮藍變星位置的赫羅圖。

亮藍變星是大質量的不穩定超巨星（或特超巨星），顯示出各種光譜和光度的變化，最明顯的是週期性的爆發和偶爾更大的噴發。
在它們的寧靜狀態下，它們通常是B型恆星，通常也都比較熱並伴隨著不尋常的發射譜線。它們被發現在赫羅圖中現在被稱為劍魚座S的不穩定帶的區域；其中最暗的溫度約在10,000K左右，亮度約為太陽的250,000倍；最亮的溫度大約在25,000K，亮度超過太陽的100萬倍，使它們全都成為最亮的恆星。
在一次正常的爆發中，所有這一類恆星的表面溫度都會降低至約8,500K左右，只比黃超巨星的溫度稍高一些。全波段光度通常保持不變，這意味著視亮度增加了一或二個等級。這是劍魚座S的典型行為，已經發現了好幾個例子。在爆發的過程中，光度似乎會發生變化，但這些不尋常恆星的特性很難準確的測定。例如，船底座AG在爆發時的光度大約降低了30%；然而AFGL 2298已被觀察到在爆發時光度顯著的增加，但是不清楚是否該被歸類為週期性的爆發還是偶爾的更大噴發。劍魚座S典型的這種行為被稱為強活躍週期，被視為是確定一顆亮藍變星的一個關鍵標準。出現兩種不同的週期，要麼變化週期超過20年，要麼不到10年。在某些情況下，變化要小得多，不到半個星等，只有很小幅度的溫度下降。這些總是發生在週期不到10年的尺度上，被稱為弱活動週期。
已經觀察到一些經歷過巨大噴發的亮藍變星，由於質量的損失和亮度猛烈的急遽增加，以至於有幾顆起初被歸類為超新星。爆發通常意味著會有星雲圍繞著這樣的恆星；已知研究最多、最明亮的例子是海山二，但它可能並非典型。一般認為，所有的亮藍變星都經歷了一次或多次這樣的大爆發，但它們之中只有兩、三顆被好好的研究過，可能還有少數超新星是它們冒名頂替的。天鵝座P和海山二是我們銀河系中兩個明顯的例子，HD 5980A是在小麥哲倫雲星系中可能的例子，但都沒有顯示出明顯的週期性變化。這兩種類型的變異性仍有可能發生在不同的恆星群。  三維模擬顯示，這些爆發可能是由氦的不透明度引起的。
許多亮藍變星也顯示出週期不到一年，振幅較小的變異性情況；這似乎是典型的天鵝座α型變星，和隨機（即完全隨機）的變化 。
根據定義，亮藍變星比大多數的恆星更明亮、質量也更大，但是分布的範圍也非常大。最明亮的可能超過百萬太陽亮度和質量接近100 M☉；亮度最低的也有25萬倍太陽亮度，質量也可以低到只有10 M☉，然而它們在身為主序星時的質量都會更大。它們都有很高的質量損失，並顯示出一些氦和氮的增強。

## 演化

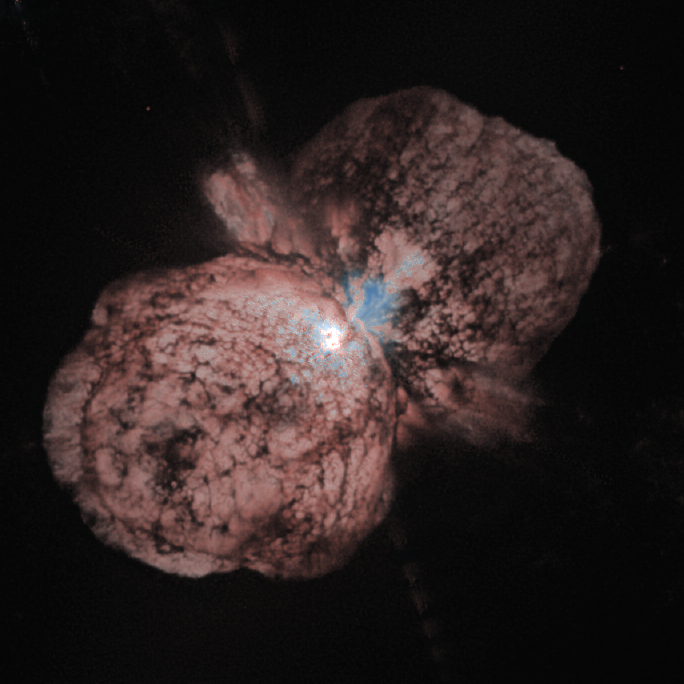
由海山二大爆發產生的侏儒星雲。

由於這些恆星的質量大、亮度高，它們的壽命非常短，總共只有幾百萬年，而亮藍變星階段的時間不到100萬年。它們在可觀測的時間尺度上迅速演變；例如，具有沃夫-瑞葉光譜（WNL/Ofpe）的恆星顯示已經歷過亮藍變星爆發，也有少數超新星被追蹤到可能是亮藍變星的後代。最近的理論研究證實了後者的情況，即一些大質量恆星，至少對初始質量在20-25太陽質量的恆星是如此，亮藍變星是在超新星爆炸之前演化的最後階段。對於質量更大的恆星，電腦模擬它們的演化建議：在亮藍變星階段，表面溫度較高的亮藍變星，最後的氫燃燒階段在核心進行，表面溫度較低的亮藍變星，最後的氫燃燒階段在殼層進行，而在過渡到沃夫-瑞葉階段之前，最早的核氦燃燒階段，亮藍變星表面的溫度再增高，因此類似於質量較小的恆星在紅巨星和紅超巨星的階段。
亮藍變星似乎有兩個族群：一組的亮度高達太陽的63萬倍以上，另一駔的亮度低於太陽的40萬，然而在最近的研究中對這仍有爭議。模型的建構顯示，低亮度組是後紅超巨星，初始質量是太陽的30-60倍的，高亮度組是初始質量為太陽的60-90倍的第二星族星，它們可能會發展成黃超巨星，但從未成為紅超巨星。一些模型顯示亮藍變星是質量非常大的恆星在演化中的一個階段，而這些恆星需要拋掉多餘的質量，而其它的恆星則在較早的低溫超巨星階段丟失質量 。正常的爆發和處於寧靜狀態的恆星風不足以承擔這些質量的損失，但亮藍變星偶爾會發生異常的大爆發，而可能被誤認為是微弱的超新星，而這會排出必要的質量。最近的模型都認同亮藍變星階段發生在主序星階段之後和氫耗盡的沃夫-瑞葉階段之前。基本上，所有的亮藍變星最終都會爆炸成為超新星。亮藍變星顯然可以爆炸成為超新星，但可能只有一小部分爆炸。如果在亮藍變星階段結束前沒有失去足夠的質量，它可能會經歷一個由不穩定對成為特別強大的超新星。最新的恆星演化模型顯示，一顆初始質量是太陽20倍的單獨恆星，將成為亮藍變星或II-p、IIb形或Ib超新星爆炸，而聯星通過包絡剝離會經歷更複雜的演化，導致其結果不可預測。

## 類超新星爆發

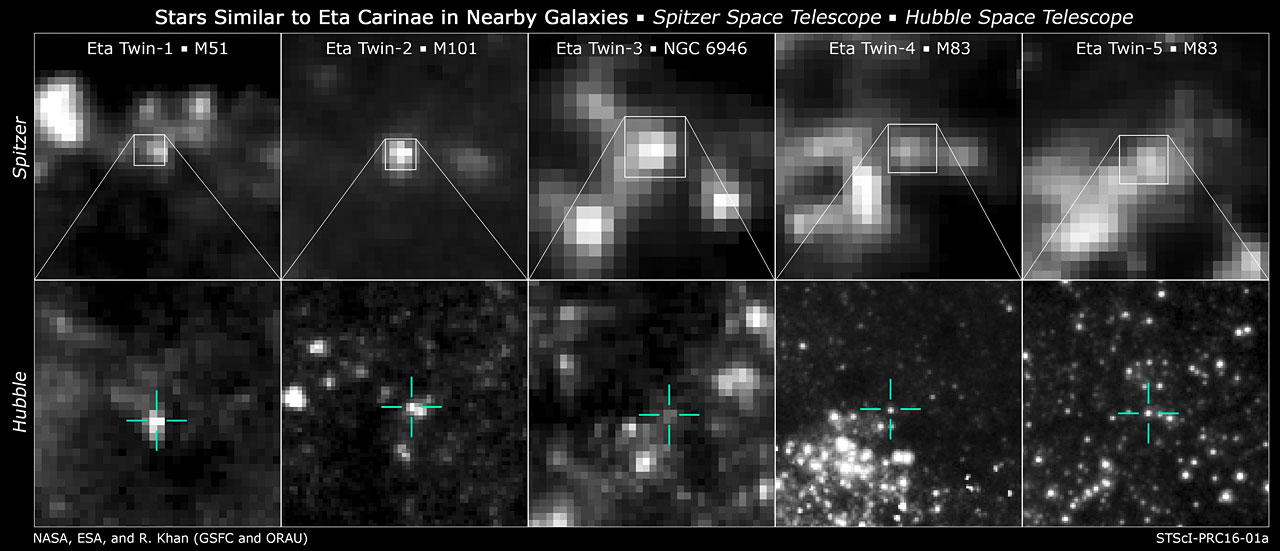
鄰近星系中類似海山二（船底座η）的恆星。

高光度藍變星可以經歷"巨量的爆發"，大幅度的質量損失和顯著的光度增加。海山二，還有在300-400年前也展示一次獲多次類似爆發的天津增九（天鵝座P）都是典型的例子。不過，現在有數十個在銀河系外的例子，其中許多最初都被歸類為超新星，但因為有異常的特徵而被重新檢查。爆發後和原恆星的性質似乎都是有著明顯變化的變星，其爆發最有可能的原因有好幾個。海山二和天津增九的爆發，以及在銀河系外看到的幾起爆發，都已經持續了幾年或幾十年，而一些假超新星事件在幾個月內就已經下降回到正常的光度。研究透徹的範例有：
- SN 1954J
- SN 1961V
- SN 1997bs

早期的恆星演化模型預測，雖然高光度藍變星這類的大質量恆星經常或總是以超新星的形式結束他們的生命，但超新星爆炸不會在高光度藍變星的階段發生。做為SN 1987A母恆星的藍超巨星，很像是高光度藍變星，之後的幾顆超新星似乎也都與高光度藍變星有關。SN 2005gl的後代被證明是一顆高光度藍變星，並且很顯然在早幾年前才爆發過。  已經檢測到其他幾顆IIn型超新星的母恆星可能是高光度藍變星：
- SN 2009ip
- SN 2010jl

建模表明，金屬量與太陽相近，初始質量在20–25 M☉左右的恆星，在高光度藍變星的階段時，會像超新星一樣的爆炸。它們將成為後紅超巨星，亮度會是太陽的幾十萬倍。超新星預期為第二型超新星，最有可能是IIb，然而因為在高光度藍變星和黃特超巨星階段增強的質量損失，也不排除IIn的可能性。

## 高光度蓝变星列表
- 海山二
- 手槍星
- LBV 1806-20
- 天鵝座P
- 劍魚座S
- HD 269858=R127
- HD 269006=R71
- 船底座AG
- Wray 17-96
- 仙女座AF
- 仙女座AE
- HD 5980
- Sanduleak -69° 202a；已經不存在，爆炸後稱為超新星1987 A
- HD 168607

## 外部連結
- GCVS: 劍魚座S型變星列表 （页面存档备份，存于）